# 氟硼酸亚硝酰
氟硼酸亚硝酰是一种无机化合物，化学式为NOBF4，无色固体，在有机合成中可用作亚硝化试剂。
NOBF4是氟硼酸的亚硝酰盐，由[NO]+阳离子和[BF4]−阴离子构成。

## 反应
氟硼酸亚硝酰可用于制备[MII(CH3CN)x][BF4]2类型的盐，其中M为Cr、Mn、Fe、Co、Ni和Cu。亚硝酰阳离子为氧化剂，反应时被还原为一氧化氮：
M + NOBF4 + xCH3CN → [M(CH3CN)x](BF4)2 + NO
它和二茂铁反应，生成氟硼酸二茂铁。